# 2052
L'any 2052 (MMLII) serà un any comú que començarà en dilluns segons el calendari gregorià, l'any 2052 de l'era comuna (CE) i Anno Domini (AD), el 52è any del tercer mil·lenni, el 52è any del segle xxi, i el tercer any de la dècada del 2050.

## Esdeveniments
Països Catalans
Resta del món
- 30 de març - Hi haurà un eclipsi solar total, començant per les Illes de la Línia i passant per Mèxic amb el centre de l'eclipsi que passa la punta del Mississipi, i després continuant sobre Geòrgia i Savannah, als EUA.[1][2]
- 6 de desembre - Es produirà la superlluna més propera del segle.[3]

Ficció
- Segons múltiples experts; el món en aquest any serà:[4]
  - La segona meitat del segle xxi estarà marcada per sequeres més pronunciades, inundacions més freqüents, condicions meteorològiques més extremes i difícils de predir. Després de tot, molt poques activitats humanes descrites com a catalitzadores de l'escalfament global han estat modificades; ni els països industrialitzats ni aquells en vies d'estar-ho s'han compromès a sacrificar el seu creixement econòmic i per reformar els seus sistemes de producció per frenar el deteriorament de l'ecosistema.
- L'expert Randers deia:[4]
  - La humanitat ha esgotat els recursos que la Terra li ha ofert i, abans de l'any 2052, serem testimonis de grans col·lapses en alguns punts del planeta.
  - Cada any generem dues vegades més emissions contaminants que les que els boscos i els mars poden absorbir.
  - El nivell del mar pujarà mig metre i el gel de l'Àrtida es fondrà a l'estiu.